# آرون هيرنان

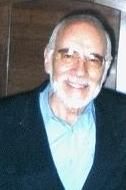
آرون هيرنان في عام 2013

آرون هيرنان (بالإسبانية: Aarón Hernán)‏ هو ممثل مكسيكي، ولد في 20 نوفمبر 1930 في مدينة كامارجو شيواوا.

## السيرة الذاتية
بدأ آرون هيرنان مسيرته الفنية في الخمسينات من القرن العشرين، حيث انضم إلى المعهد الوطني للفنون الجميلة في المكسيك وتلقى تدريبًا مكثفًا في التمثيل.
كانت بداياته الفنية في المسرح، ثم انتقل إلى التلفزيون والسينما حيث شارك في العديد من الأعمال التي حققت نجاحًا كبيرًا.

## الأعمال البارزة
شارك هيرنان في العديد من المسلسلات التلفزيونية الشهيرة مثل:
	•	“La Usurpadora” (المغتصبة)
	•	“María la del Barrio” (ماريا من الحي)
	•	“El Privilegio de Amar” (امتياز الحب)
كما ظهر في العديد من الأفلام الناجحة التي عززت مكانته كأحد أبرز الممثلين في المكسيك.<ref name="مولد تلقائيا1">

## الجوائز والتكريمات
حصل آرون هيرنان على العديد من الجوائز والتكريمات طوال مسيرته الفنية تقديرًا لأدائه المتميز وإسهاماته في الفن المكسيكي. تشمل هذه الجوائز:
	•	جائزة TV Novelas لأفضل ممثل مساعد
	•	تكريم من الجمعية الوطنية للفنانين المكسيكيين

## وفاته
توفي آرون هيرنان في 26 أبريل 2020 عن عمر ناهز 89 عامًا، تاركًا وراءه إرثًا فنيًا كبيرًا وشعبية واسعة بين الجمهور المكسيكي.

## وصلات خارجية
- آرون هيرنان على موقع IMDb (الإنجليزية)
- آرون هيرنان على موقع ألو سيني (الفرنسية)
- آرون هيرنان على موقع أول موفي (الإنجليزية)
- آرون هيرنان على موقع قاعدة بيانات الفيلم (الإنجليزية)
- آرون هيرنان على موقع كينوبويسك (الروسية)